# Sikharpur
Sikharpur (en népalais : शिखरपुर) est un comité de développement villageois du Népal situé dans le district de Sindhulpalchok. Au recensement de 2011, il comptait 2 564 habitants.